# Distretto di Pčinja
Il distretto di Pčinja  (in serbo Пчињски округ?, Pčinjski okrug) è un distretto della Serbia centrale.

## Comuni

Distretto di Pčinja

Il distretto si divide in sette comuni:
- Vladičin Han
- Surdulica
- Bosilegrad
- Trgovište
- Vranje
- Bujanovac
- Preševo